# آيت اعمر أوحسين (بومية)
آيت اعمر أوحسين هي إحدى مشيخات المملكة المغربية، تتبع جغرافيا لإقليم ميدلت وإداريًا لبومية. يقدر عدد سكانها بـ 1059 نسمة حسب الإحصاء الرسمي للسكان والسكنى لسنة 2004.